# گورستان ارجق
گورستان ارجق مربوط به عصر آهن است و در شهرستان مشگین‌شهر، بخش مشکین شرقی، دهستان قره سو، روستای ارجق واقع شده و این اثر در تاریخ ۳۰ بهمن ۱۳۸۶ با شمارهٔ ثبت ۲۱۲۳۳ به‌عنوان یکی از آثار ملی ایران به ثبت رسیده است.